# NGC 6089
NGC 6089 este o galaxie lenticulară situată în constelația Coroana Boreală. A fost descoperită în 28 mai 1791 de către William Herschel. Se află la o distanță de 137,83 de megaparseci de Pământ.